# 泰尔姆
泰尔姆（法語：Termes，法語發音：[tɛʁm] ⓘ）是法国洛泽尔省的一个市镇，属于芒德区。

## 地理
泰尔姆（44°48'47"N, 3°10'0"E）面积17.65 平方千米，位于法国奧克西塔尼大區洛泽尔省，该省份为法国南部内陆省份，北起上盧瓦爾省和康塔爾省，西接阿韦龙省，南至加尔省，东临阿尔代什省。
与泰尔姆接壤的市镇（或旧市镇、城区）包括：阿尔巴雷勒孔塔勒、莱蒙韦尔、拉法日圣于连、诺阿亚克、富尔内勒、阿尔藏克达普谢。

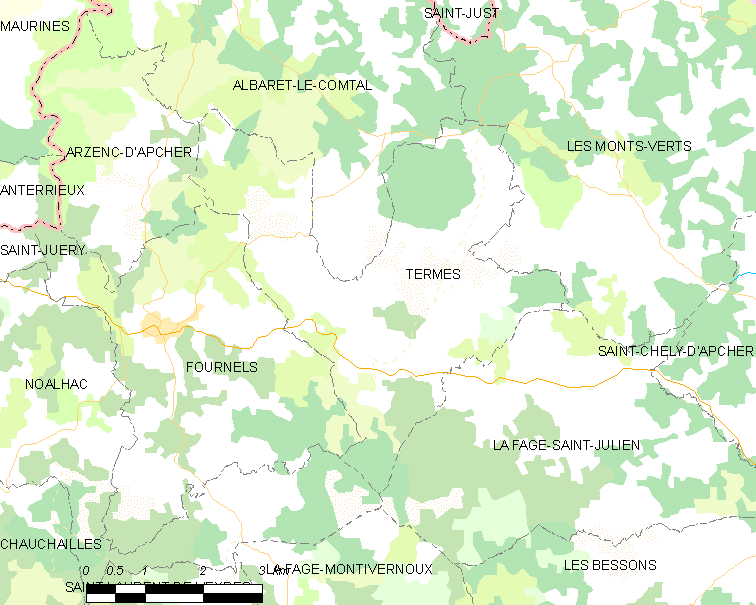
泰尔姆的OSM定位图

泰尔姆的时区为UTC+01:00、UTC+02:00（夏令时）。

## 行政
泰尔姆的邮政编码为48310，INSEE市镇编码为48190。

## 政治
泰尔姆所属的省级选区为欧布拉克地区佩尔县。

## 人口

1962-2008年间泰尔姆人口变化图示

泰尔姆于2022年1月1日时的人口数量为219人。